# Princess of Princess Championship
 (septembre 2024).
Le Princess of Princess Championship (プリンセス・オブ・プリンセス王座, Purinsesu Obu Purinsesu Ōza)  est un championnat de catch féminin appartenant à la Tokyo Joshi Pro Wrestling (TJPW). Le titre, qui se situe au sommet de la hiérarchie des championnats de la TJPW, est introduit[pas clair] le 12 octobre 2015, et la championne inaugurale est couronnée le 4 janvier 2016, lorsque Miyu Yamashita (en) bat Shoko Nakajima. Comme la plupart des championnats de catch, le titre est remporté à l'issue d'un match scénarisé. La championne actuelle est Miu Watanabe, qui en est à son premier règne. Elle a battu Miyu Yamashita à l’évènement Grand Princess '24, le 31 mars 2024 à Tokyo, au Japon.

## Histoire
Le 4 janvier 2016, Miyu Yamashita est couronnée première championne du titre Tokyo Princess of Princess Championship en battant Shoko Nakajima au Tokyo Joshi Pro '16.
Le 16 juillet 2019, le titre est rebaptisé Princess of Princess Championship.

## Règnes
À la date du 31 août 2024, il y a eu 14 règnes, partagés entre huit championnes. Yamashita détient le record du plus grand nombre de règnes avec quatre à son actif, dont le premier titre. Shoko Nakajima est la championne la plus âgée à 30 ans, tandis que Yamashita lors de son premier règne est la plus jeune à 20 ans. Le deuxième règne de Yamashita est également le plus long règne du titre avec 484 jours, tandis que le premier règne de Sakazaki est le plus court avec 83 jours. Miu Watanabe est l'actuelle championne, avec un seul règne à son actif. Elle a battu Miyu Yamashita au Grand Princess '24, le 31 mars 2024 à Tokyo, au Japon.

### Noms du titre
| Nom                                     | Années                           |
| --------------------------------------- | -------------------------------- |
| Tokyo Princess of Princess Championship | 4 janvier 2016 – 16 juillet 2019 |
| Princess of Princess Championship       | 16 juillet 2019 – aujourd'hui    |

## Règnes combinés

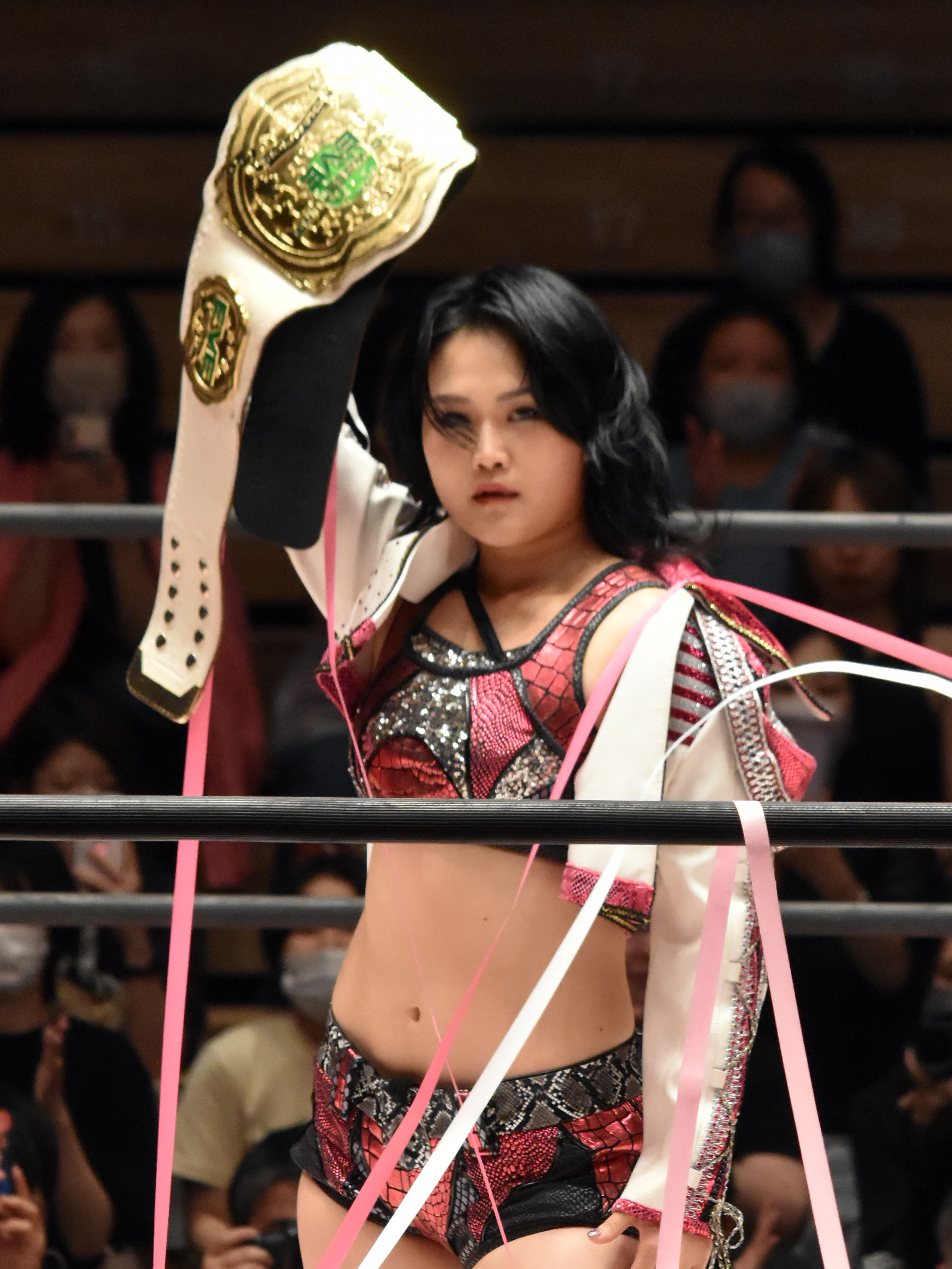
Quadruple chamionne, Miyu Yamashita.

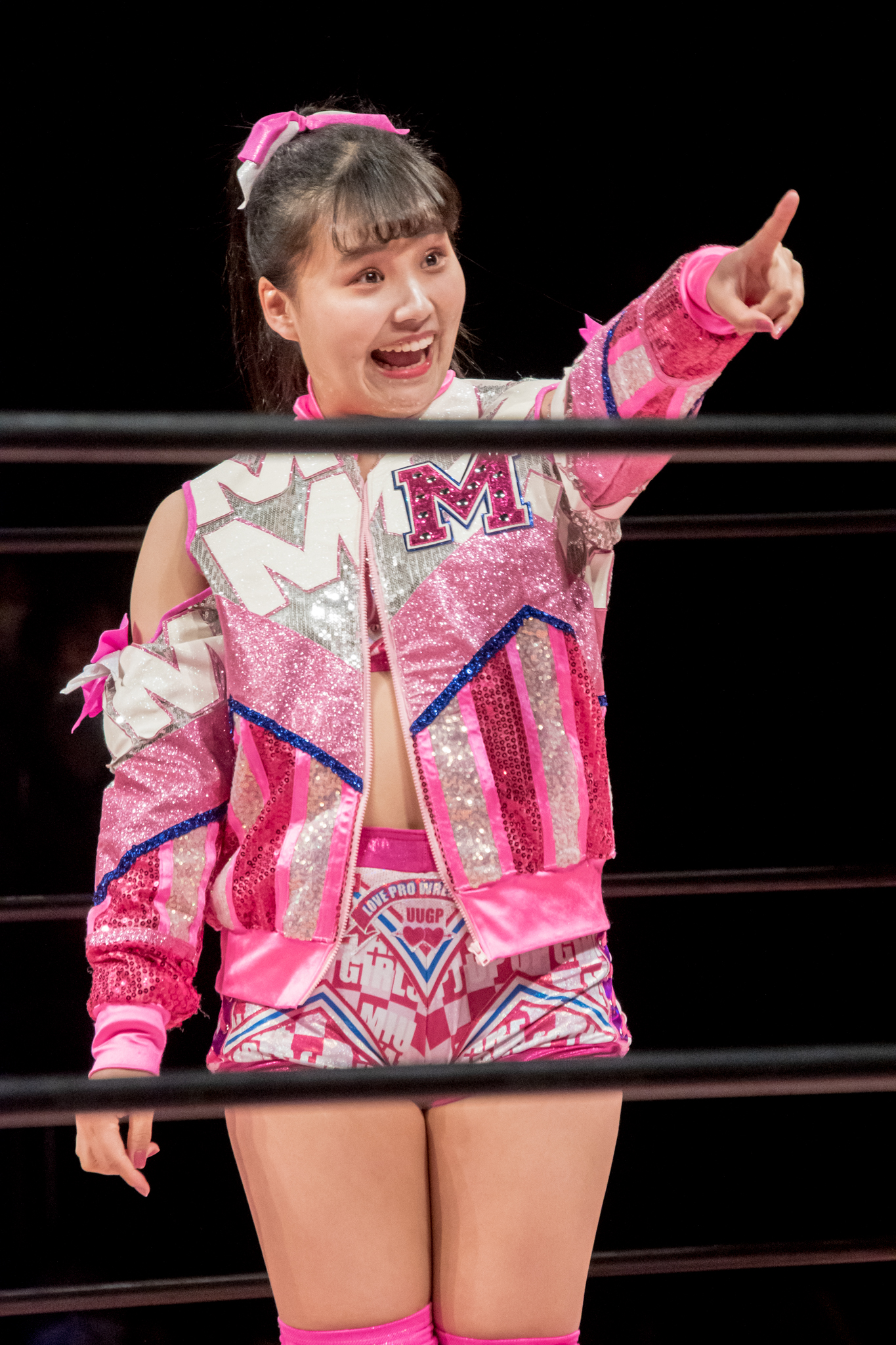
La championne actuelle Miu Watanabe.

À date du 9 avril 2024.
| † | Indique la championne actuelle |

| Rang | Lutteuse       | Nombre de règnes | Nombre de fois combinées où le titre a été défendu | Jours de règnes combinés |
| ---- | -------------- | ---------------- | -------------------------------------------------- | ------------------------ |
| 1    | Miyu Yamashita | 4                | 19                                                 | 1 239                    |
| 2    | Yuka Sakazaki  | 3                | 6                                                  | 671                      |
| 3    | Shoko Nakajima | 2                | 7                                                  | 388                      |
| 4    | Yuu            | 1                | 4                                                  | 255                      |
| 5    | Mizuki         | 1                | 3                                                  | 205                      |
| 6    | Miu Watanabe † | 1                | 3                                                  | 153+                     |
| 7    | Reika Saiki    | 1                | 2                                                  | 131                      |
| 8    | Rika Tatsumi   | 1                | 2                                                  | 120                      |